# ریحان (اهر)
ریحان یکی از روستاهای استان آذربایجان شرقی است که در دهستان بزکش بخش مرکزی شهرستان اهر واقع شده‌است.این روستا ۳۳۱ نفر جمعیت دارد.